# Eugene Lauste
Eugène Augustin Lauste, né le 17 janvier 1857 à Montmartre (France) et mort le 27 juin 1935 à Montclair (New Jersey, États-Unis), est un inventeur français. Il est considéré comme un des pionniers du cinéma sonore, et plus particulièrement du son sur film.

## Biographie
Alors qu'il a déjà déposé cinquante-trois demandes de brevet pour diverses inventions, il émigre aux États-Unis en 1886, où il travaille à partir de 1887 avec William K.L. Dickson, aux Edison Studios. Lauste contribue au développement d'un système à deux machines, qui préside au tournage des premiers films du cinéma en 1891, et rencontre dès 1893 un succès notable : le Kinétographe (caméra de prise de vues cinématographique) et le Kinétoscope (appareil de visionnage individuel des films), imaginés par l’inventeur et industriel Thomas Edison et mis au point par Dickson, assisté de William Heise et de Lauste. Mais, en 1892, Lauste perd son emploi à l'occasion d'une restructuration massive des services.

Mécanisme de cinéma au format 16 mm, montrant les deux boucles de Latham en action

À partir de 1894, entraîné par Dickson dont les conseils prodigués à Edison sont restés sans réponse quant à la mise au point (possible techniquement) d’un système de projection sur grand écran, il se met avec lui au service de Woodville Latham pour la mise au point de l'Eidoloscope (appareil de projection des films Edison). Il participe ainsi à la trouvaille de la boucle de Latham, en réalité deux « boucles » qui permettent d'éliminer les tensions et les risques de rupture de la pellicule entre les mouvements d’entraînement contradictoires de la pellicule aussi bien dans les caméras que dans les appareils de projection — entraînement continu pour le déroulement des bobineaux débiteur et récepteur, et entraînement intermittent dans le couloir de prise de vues ou de projection — et qui vont permettre de charger caméras et appareils de projection avec une plus grande quantité de pellicule.
Toujours derrière Dickson qui est l’un des fondateurs de cette société, Lauste rejoint l'American Mutoscope and Biograph Company en 1896 quand les Latham font faillite. Durant quatre ans, il travaille pour cette société à Courbevoie, à côté de Paris.

Piste optique sur film 35 mm.

En 1900, Lauste travaille sur des projets de procédés pour combiner l'image et le son. Il part pour Londres en 1902, employé par William K.L. Dickson à Brixton. En 1904, il fabrique son prototype d’enregistrement optique (de type photographique) du son sur film et en 1906, il dépose une demande de brevet britannique, brevet qui sera délivré en 1907 sous le no GB 1906-18057 pour « une nouvelle méthode améliorée et les instruments nécessaires à enregistrer et reproduire simultanément les mouvements et les sons »,. Ce dispositif utilise la pellicule de 35 mm, mise au point en 1893 par l’équipe réunie autour d’Edison et de Dickson, et un galvanomètre à cordes tendues, invention développée en médecine en 1901, (ancêtre de l’électrocardiographe). En 1911, il expose son invention aux États-Unis, mais ne réussit pas à convaincre quiconque de la fiabilité de son dispositif. Et c’est ainsi que la Fox Film Corporation reprend en 1927 son invention, dont le brevet a expiré, et, après avoir racheté le brevet de l'Américain Lee De Forest, déposé plus tardivement pour un projet identique, lance sur le marché de l’industrie du cinéma le premier système d’enregistrement du son directement sur le support film lui-même (son sur film), détrônant le procédé de son sur disque Vitaphone qui a assuré le succès des premiers films chantants tels que Don Juan et surtout Le Chanteur de jazz (1927).
En 1928, peu de temps avant sa mort, Lauste est nommé consultant aux Laboratoires Bell à New York. Plus tard, les Laboratoires Bell feront don à la Smithsonian Institution des instruments développés par Lauste et de ses films.
Avec sa femme, Mélanie, ils eurent un fils, Émile.